# Onezyfor Dziewoczka
Onezyfor (Onisifor) Dziewoczka – prawosławny metropolita kijowski w latach 1579–1589. Podobnie jak Bielkiewicz został mianowany metropolitą jako osoba świecka. Zarzucano mu brak postawy moralnej.

## Życiorys
Onysyfor Dziewoczka, herbu Syrokomla, pochodził z Grodzieńskiego, opuściwszy żonę przyjął święcenia kapłańskie, a zostawszy w 1579 metropolitą kijowskim wydał „Służebnik dla cerkwi”. Za Stefana Batorego wyzwolił księży cerkiewnych od sądów świeckich. 